# 영양가
영양가(nutritional value, nutritive value)는 식품 품질의 일부로서 소비자의 영양 요구 사항과 관련하여 식품 또는 식단 항목의 필수 영양소 탄수화물, 지방, 단백질, 미네랄 및 비타민의 균형 잡힌 비율을 측정한 것이다. 영양가 측면에서 식품의 순위를 매기기 위해 여러 가지 영양 등급 시스템과 영양 사실을 알리는 레이블이 구현되었다. 소비자에게 식단에서 최적의 영양소 섭취에 대해 알리기 위한 국제 및 국가 지침이 존재한다.
생물학적 규모에서 식품의 영양가는 다양한 건강 상태(식이 권장 사항 및 특정 다이어트 식품으로 이어짐), 계절적 차이, 연령, 성별 차이, 종간 또는 분류학적 차이에 따라 달라질 수 있다.